# Manihi (Polinesia Francesa)
Manihi es una comuna francesa situada en la subdivisión de Islas Tuamotu-Gambier, que forma parte de la colectividad de ultramar de Polinesia Francesa.

## Composición
Está formada por la unión de las dos comunas asociadas de Ahe y Manihi, que abarcan los atolones de Ahe y Manihi, que son parte de las islas del Rey Jorge:
| Comuna asociada de Ahe    |                  |                  |                    |
| Atolón                    | Población (2012) | Superficie (km²) | Densidad (hab/km²) |
| Ahe                       | 555              | 12.2             | 45                 |
| Comuna asociada de Manihi |                  |                  |                    |
| Manihi                    | 685              | 13               | 53                 |

## Demografía
| Gráfica de evolución demográfica de Manihi entre 1971 y 2012 |
|                                                              |

Fuente: Insee